# الجمعية الرئيسية لصناعة البناء في ألمانيا

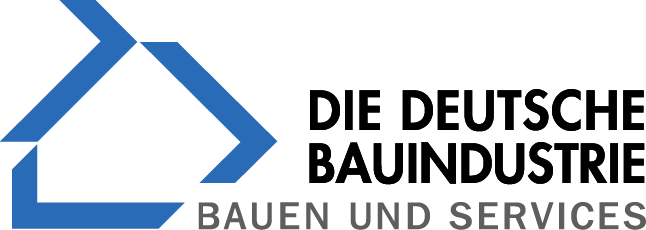

الجمعية الرئيسية لصناعة البناء في ألمانيا (بالألمانية: Hauptverband der Deutschen Bauindustrie) تأسست عام 1949 في برلين تعمل على تمثيل مصالح أكبر قطاع فردي للاقتصاد ، ويأخذك هذا الموقع بكيفية سهلة إلى كل الأقسام الألمانية المتخصصة وإلى الجمعيات الإقليمية بالإضافة إلى المنظمات والبوابات الخاصة بقطاع البناء والتشييد.
ومن خلال زيارة موقعها الإلكتروني يمكنك أن تتعرف على الصور المهنية للمشتغلين في الأسفلت وقطاع البناء أو المهندسين المدنيين وتكتشف المعلومات المتعلقة بالدورات التدريبية أو متابعة التعليم. ويسمح لك الموقع أيضا بطلب كل المنشورات التي تتعرض إلى موضوعات التحليل الاقتصادي والهيكلي مباشرة على شبكة الإنترنت. وستجد على الموقع كذلك نظاما إلكترونيا تابعا للجمعية يسمى (Elvira)، يختص بعرض المعلومات ووظائف البحث والتحليل، كما يحتوي هذا النظام على البيانات الإحصائية المتعلقة بالطلبيات وحجم قطاع البناء والإفلاسات وجوانب أخرى لها علاقة بالمجال.

## الروابط الخارجية
- الموقع الرسمي للجمعية